# Mercedes (Uruguai)
Mercedes (originalment Capilla Nueva de las Mercedes) és una ciutat del sud-oest l'Uruguai, capital del departament de Soriano. Es troba sobre la costa del Riu Negro.
Un dels seus principals atractius és la rambla amb espais verds, la qual és molt freqüentada per la població local.
Sobre aquesta costa s'ubica el Club Remers de Mercedes, tradicional institució, que organitza regates al Riu Negro i participa en altres en diferents zones del país.
Una de les principals fonts de treball dels habitants de Mercedes és la indústria paperera. La zona cèntrica de la ciutat està destinada a l'activitat comercial amb establiments històrics.
Es pot destacar que a la ciutat hi ha pocs serveis gastronòmics per als visitants.

## Població
Mercedes té una població de 42.032 habitants.
| 1963   | 1975   | 1985   | 1996   | 2004    |
| ------ | ------ | ------ | ------ | ------- |
| 32.460 | 34.512 | 36.702 | 39.320 | {{{5}}} |

## Història
La ciutat va ser fundada el 1788 per Manuel Antonio de Castro y Careaga amb el nom de Capilla Nueva de las Mercedes. Va ser declarada capital del departament el 1857, sent precedida per Villa Soriano.
Va ser en les proximitats d'aquesta ciutat on es va realitzar el Crit d'Asencio, esdeveniment que va donar lloc a la revolució oriental. Després, el general José Gervasio Artigas va establir allà la seva caserna general en l'actual col·legi Nuestra Señora Del Huerto, i des d'allà va emetre la seva vibrant Proclama de Mercedes l'11 d'abril de 1811.
Per tot això, aquesta ciutat rep la llegenda que té l'escut del departament de Soriano: Aquí nació la Patria (en català, "Aquí va néixer la pàtria").

## Fills il·lustres
- Pedro Blanes Viale, pintor del segle xx.
- Enzo Daniel Ruíz Eizaga, futbolista professional.